# چرچرا
چرچرا یکی از روستاهای استان آذربایجان شرقی است که در دهستان چاراویماق شرقی بخش شادیان شهرستان چاراویماق واقع شده‌است.این روستا ۱۲۲ نفر جمعیت دارد. روستای چرچرا از قدیم به دلیل داشتن افراد متفکر و باسواد مشهور بوده و در حال حاضر سرانه میزان تحصیل کرده و دانشجو در این روستا نسبت به دیگر روستاهای منطقه رقم قابل توجهی است. تقریبا کمتر رشته ای است که یکی از اهالی این روستا در آن فارغ التحصیل و یا دانشجو نبوده باشند. در آزمون کنکور دانش آموزان این روستا عملکرد بسیار درخشانی داشتند و در سطح منطقه حائز بهترین رتبه های کنکور بودند. روستای چرچرا دارای باغات و مزارع زراعی فراوان می باشد از مناطق دیدنی این روستا میتوان به کوه سه دختر اشاره کرد.

## ویژگی ها
موقعیت جغرافیایی:36500گزی جنوب خاوری قره آغاج و 50هزارگزی جنوب راه شوسه ٔ مراغه به میانه 
آب و هوا:کوهستانی معتدل و مالاریائی 
جمعیت:90 نفر 
محصولات:غلات 
صنایع دستی :جاجیم بافی 